# Albert Greiner
Albert Greiner (* 6. April 1918 in Straßburg; † 15. März 2013) war ein französischer Theologe, Pfarrer und Luther-Forscher.

## Leben
Nach dem Schulbesuch in Straßburg studierte Greiner Deutsch an der Sorbonne und Theologie an der evangelisch-theologischen Fakultät in Paris. 1943/44 war er Deutschlehrer in Lyon. 1947 wurde er zum Pfarrer der Evangelisch-Lutherischen Kirche von Frankreich ordiniert. Von 1947 bis 1983 war er Pfarrer an verschiedenen Kirchen in Frankreich. Die Evangelisch-Lutherische Theologische Universität in Budapest sowie die evangelisch-theologische Fakultät der Universität München verliehen ihm den Doktor honoris causa. Zahlreiche Aufsätze schrieb er für die Zeitschrift Positions luthériennes.
Er war verheiratet und hatte drei Kinder.

## Schriften (Auswahl)
- Luther. Essai biographique. Genf 1956.
- Le Saint-esprit, ce méconnu. Straßburg 1965.
- Martin Luther ou l’hymne à la grâce. Paris 1966.
  - Übersetzung: Martin Luther – Erfahrung der Gnade. Übersetzt von Peter Göpfert und Josef Erwin Korn. München 1967.
- Luther vu par les Français du XIXe et du XXe siècles. in: Francia. Bd. 5 (1977), S. 708 ff.
- Martin Luther in Frankreich. In: Luther. Bd. 56 (1985), S. 70–78.
- Martin Luther, sein Leben für Kinder erzählt. Lahr 1986.